# La ragazza terribile
La ragazza terribile (Das Schreckliche Mädchen) è un film tedesco del 1990 diretto da Michael Verhoeven.
La pellicola fu candidata all'Oscar al miglior film straniero.

## Trama
Quando una giovane donna indaga sul passato nazista della sua città, la comunità si rivolta contro di lei.

## Riconoscimenti
- British Academy of Film and Television Arts
  - Miglior film straniero
- Festival di Berlino
  - Orso d'argento per il miglior regista
- 1991 - Premi Oscar
  - Candidatura all'Oscar al miglior film straniero